# 羅紗緬
羅紗緬（らしゃめん、羅紗綿）は、綿羊のことで、日本においてもっぱら外国人を相手に取っていた遊女、あるいは外国人の妾となった女性のことを指す蔑称。洋妾（ようしょう）、外妾（がいしょう）とも言われる。

## 由来
幕末開国後の1860年頃から使われだした言葉で、西洋の船乗りが食用と性欲の解消の為に船にヒツジを載せていたとする俗説が信じられていたためといわれる。パンパン、イエローキャブと同じような使われ方をする。

## 概要
安政6年（1859年）の開国・横浜開港と同時に、江戸幕府公認で、主に外国人の相手を目的とした港崎遊郭が関内に開業、幕府は外国人専用の公娼（羅紗緬）を鑑札制にし、管理を遊女屋に託した。遊郭内では、外国人は羅紗緬しか選ぶことができなかった。
また、幕府は日本人の娘が外国人男性と結婚するのを禁じていたが、外国人からは遊郭の遊女以外の女性の要望も強く、せめて妾は許して欲しいと主張されて遊女であれば外国人の自由にさせても攘夷の浪人を憤慨させることはあるまいと、万延元年（1860年）、港崎遊郭の羅紗緬に外国人の妾になることも許した。
遊女は遊女屋と証書契約を結んで鑑札を受けてのちに外国人の妾となり、給料の中から遊女屋へ鑑札料を支払っていた。以降、羅紗緬は増加し、文久2年（1862年）神奈川奉行所の調べでは、羅紗緬鑑札の所持者は500人であった。
一方で遊女を好まない外国人もいて、素人の羅紗緬も出現する。鑑札所持者からはこれはもぐり羅紗緬と苦情が出たが、妾は結婚ではないから奉行所は取り締まることができなかったため素人が増加、文久2年から慶応2年頃までには異人館通いの羅紗緬が2400〜2500人にも増えたという。
また、白人に身を任せる日本人一般女性を見つけることが当時は困難だったため、被差別部落の女性が羅紗緬の多くを占めたとの史料もある。
しかし、慶応2年（1866年）の豚屋火事で港崎遊郭が全焼して以降は衰えた。明治5年（1872年）、吉原遊廓では羅紗緬は鑑札を要せず、在住地官長への届け出制となった。

## 名高い羅紗緬とされる人
きち（斎藤きち）安政4年（1857年）、初代アメリカ総領事タウンゼント・ハリスに召し抱えられた伊豆国下田の芸者。同時に、通訳ヘンリー・ヒュースケンも同じ芸者の「ふじ」を召し抱えた。ハリスが依頼したのは「看護婦」だったがそのような概念を理解していなかった日本側が「妾」だと勘違いして芸者を派遣したという説と、幕府がハリスの江戸出府を引き止めさせるために芸者の手配を行ったという説がある。3か月で解雇されて以降は周囲の偏見から酒に溺れ、自殺した。
喜遊（亀遊）港崎遊郭にあった岩亀楼の遊女。文久2年、外国人に妾にならないかと言い寄られ、「露をだに いとふ倭の 女郎花 ふるあめりかに 袖はぬらさじ」と辞世を残して自刃したという。尊王攘夷派の創作という説もある。

## 羅紗緬を扱った主な作品
- 『横浜ばなし』（文久2年1862年）には、「豚のなき声ラシャメンの遠ぼえ（中略）我国と思はれぬ有様なり」とあって、これはメンヨウのことであるが、その遊女細見の終わりのところには「右は女郎衆沢山有れども、其内異人に出るラシャメン女郎は別にあるなり、異人見立気に入り候へば屋敷へ連ゆき一夜洋銀三枚也、尤此内にて岩亀楼への割駕籠ちんまで持切なり。此外屋敷に居るめかけにもあり、町にかこひ女もあり」とあって、これは羅紗緬のことである。
- 『唐人お吉』 - 十一谷義三郎の小説。唐人お吉は、映画や歌謡曲にも多数扱われている。
- 『露を厭う女』 - 白井喬二の小説。昭和10年に婦人公論で連載。
- 『ふるあめりかに袖はぬらさじ（亀遊の死）』 - 有吉佐和子の小説。後に戯曲化。
- 『らしゃめん』 - 鰐淵晴子のアルバム。翌年牧口雄二監督で映画化。
- 『唐人物語（らしゃめんのうた）』 - サザンオールスターズの歌。
- 『ヨコハマ物語』大和和紀の漫画。文庫版第1巻・第2巻に登場するラシャメンの子供がいる。「お父さんはイギリス人だけど、お母さんは日本人よ。」と話すのは、登場人物の一人・青木ジョアン。のちに父親が本国へ帰国してしまい、外国人居留地から出たのち、画家の家で働いていた。主人公の兄と恋に落ちるものの、過労がたたって労咳を患い、18歳の若さで他界。